# شیخ خماط
شیخ خماط(کرخه)، روستایی از توابع  شهرستان شوش در استان خوزستان ایران است.

## جمعیت
این روستا در دهستان شاوور قرار دارد و براساس سرشماری مرکز آمار ایران در سال ۱۳۸۵، جمعیت آن ۲۶۴ نفر (۳۹خانوار) بوده‌است.